# Nogoum FM
Nogoum FM(en arabe : نجوم إف إم) est une station de radio privée égyptienne musicale apparue sur les ondes en 2003. Elle est la propriété du groupe de médias égyptien Good News Group.